# Joachim Ekanga-Ehawa
Pour les articles homonymes, voir Ekanga.
Joachim Ekanga-Ehawa est un joueur franco-camerounais de basket-ball évoluant au poste d'arrière. Ekanga-Ehawa est né le 7 octobre 1977 à Yaoundé. Il mesure 1,87 m.

## Clubs successifs
- 0000-1999 :  Neuilly-sur-Marne
- 1999-2000 :  Nantes (Pro B)
- 2000-2001 :  Cambrai (NM2)
- 2001-2002 :  Rodez (NM1)
- 2002-2004 :  Mulhouse (Pro B)
- 2004-2005 :  Beauvais (Pro B)
- 2005-2007 :  Nanterre (Pro B)
- 2007-2008 :  Chalon-sur-Saône (Pro A)
- 2008-2010 :  Paris-Levallois (Pro B puis Pro A)
- 2010-2013 :  Aix Maurienne (Pro B)

## Palmarès
- MVP français de Pro B (2007)
- Finaliste de la Coupe de France (2007)
- Finaliste du Championnat d'Afrique des Nations (2007)